# Берртон (Канзас)
Берртон (англ. Burrton) — місто (англ. city) в США, в окрузі Гарві штату Канзас. Населення — 861 особа (2020).

## Географія
Берртон розташований за координатами 38°1′26″ пн. ш. 97°40′16″ зх. д. / 38.02389° пн. ш. 97.67111° зх. д. (38.023800, -97.671047).  За даними Бюро перепису населення США в 2010 році місто мало площу 2,32 км², уся площа — суходіл.

## Демографія
Згідно з переписом 2010 року, у місті мешкала 901 особа в 347 домогосподарствах у складі 237 родин. Густота населення становила 388 осіб/км².  Було 396 помешкань (171/км²).
Расовий склад населення:
| - 93,9 % — білих - 1,1 % — корінних американців - 0,4 % — чорних або афроамериканців - 0,1 % — азіатів - 2,7 % — осіб інших рас |

До двох чи більше рас належало 1,8 %. Частка іспаномовних становила 6,2 % від усіх жителів.
За віковим діапазоном населення розподілялося таким чином: 30,2 % — особи молодші 18 років, 56,4 % — особи у віці 18—64 років, 13,4 % — особи у віці 65 років та старші. Медіана віку мешканця становила 36,2 року. На 100 осіб жіночої статі у місті припадало 89,7 чоловіків;  на 100 жінок у віці від 18 років та старших — 92,9 чоловіків також старших 18 років.
Середній дохід на одне домашнє господарство  становив 52 875 доларів США (медіана — 51 143), а середній дохід на одну сім'ю — 58 377 доларів (медіана — 54 643). За межею бідності перебувало 12,1 % осіб, у тому числі 17,6 % дітей у віці до 18 років та 5,1 % осіб у віці 65 років та старших.
Цивільне працевлаштоване населення становило 481 осіб. Основні галузі зайнятості: виробництво — 27,2 %, освіта, охорона здоров'я та соціальна допомога — 27,0 %, транспорт — 11,4 %, будівництво — 6,7 %.